# Rosana (cantante)
Rosana, pseudonimo di Rosana Arbelo Gopar (Lanzarote, 24 ottobre 1963), è una cantautrice spagnola.
Nata e cresciuta nelle Canarie, ultima di otto fratelli, ha iniziato a comporre dopo essersi trasferita a Madrid a inizio anni ottanta. Cantautrice, nel 1996 ha pubblicato il suo primo album Lunas rotas e da allora ha venduto più di 4 milioni di dischi, ma il pubblico italiano la ricorda quasi esclusivamente per la colonna sonora del film Curdled in cui comparivano le sue due canzoni Lunas Rotas e soprattutto El talisman. Nel 1998 ha duettato con Zucchero in Blu (Lo Que Sueño), contenuta nella versione spagnola dell'album Blue Sugar del cantautore emiliano. Nello stesso anno collabora con il noto gruppo Rap italiano Articolo 31 nel brano Non so cos'è, presente nell'album Nessuno.

## Discografia
- 1996 - Lunas rotas
- 1998 - Luna nueva
- 2001 - Rosana
- 2004 - Marca registrada
- 2005 - Magia
- 2007 - De casa a Las Ventas
- 2009 - A las buenas y a las malas
- 2013 - 8 lunas
- 2016 - En la memoria de la piel